# Йозеф Біцан
Йозеф Біцан (чеськ. Josef Bican, нар. 25 вересня 1913, Відень, Австрія — пом. 12 грудня 2001, Прага, Чехія) — австрійський та чехословацький футболіст, тренер. Разом з Йозефом Масопустом вважається найкращим гравцем в історії чехословацького футболу. Найкращий бомбардир національних чемпіонатів європейських країн — 518 голів.

## Дитинство
Батько Йозефа, Франтішек, переїхав до Відня з невеликого чеського села Седліце в пошуках кращої долі. Влаштувався працювати на заводі. Одружився з Людмилою, яка також мала чеські корені. Молода родина мешкала в Фаворітені, районі на околиці Відня, виховувала трьох синів. Недалеко від Біцанів мешкала родина Матіаса Сінделара. Франтішек Біцан у вихідні грав у нападі за футбольний клуб вищого дивізіону «Герта». В 1921 році у матчі з «Рапідом» отримав тяжку травму і через рік помер. Маленький «Пепі», як називали Йозефа, в 9 років прийшов до «Герти». Грав за дитячі та юнацькі команди клубу. Родина Біцанів жила бідно і в 15 років Йозеф пішов працювати на взуттєву фірму «Шустек», яка мала свою футбольну команду. Через рік переходить на фабрику з виробництва фарби «Фарбенлутц», яка за умовами контракту надавала роботу і його мамі, а «Пепі» був зобов'язаний у вихідні грати за фабричний футбольний клуб. На матчі «Фарбенлутца» постійно приходив захисник «Рапіда» Роман Шрамзайс. Він і запросив Йозефа до юнацької команди свого клуба. Через тиждень Біцан грав за аматорів, а закінчив сезон у резервному складі.

## «Рапід»
За основну команду дебютував 3 вересня 1931 проти «Аустрії» і забив у ворота суперника чотири м'ячі. «Рапід» переміг 5:3.

## «Славія»
Забив найбільше голів за «Славію» в дербі проти «Спарти» — 35 голів (у 37 матчах).

## Збірна Австрії
У збірній на позиції центрального нападника грав Матіас Сінделар, а Біцану здебільшого доводилось грати лівого інсайда. Перший матч за головну команду країни провів у 20 років. 29 листопада 1933 у Глазго, австрійці зіграли внічию зі збірною Шотландії. Через два тижні забив переможний м'яч у поєдинку зі збірною Нідерландів.

## Досягнення

### Командні досягнення
- 4-е місце на чемпіонаті світу 1934
- 2-е місце в кубку Центральної Європи 1935
- Володар кубка Мітропи: 1938
- Чемпіон Австрії (3): 1935, 1936, 1937
- Фіналіст кубка Австрії (1): 1934
- Чемпіон Чехословаччини (2): 1947, 1948(осінь)
- Чемпіон чесько-моравської ліги (4): 1940, 1941, 1942, 1943
- Володар Средньочеського кубка (1): 1941
- Володар кубка Чехії (3): 1941, 1942, 1945
- Фіналіст кубка Чехословаччини (1): 1952

### Особисті досягнення
- Найкращий бомбардир кубка Мітропи (1): 1938(10)
- Найкращий бомбардир чемпіонату Австрії (1): 1934(28)
- Найкращий бомбардир чемпіонату Чехословаччини (5): 1938(22), 1946(31), 1947(43), 1948(21), 1950(22)
- Найкращий бомбардир чесько-моравської ліги (6): 1939(29), 1940(50), 1941(38), 1942(45), 1943(39), 1944(57)

## Статистика
border=1 align=center cellpadding=4 cellspacing=2 style="background: ivory; font-size: 95 %; border: 1px #aaaaaa solid; border-collapse: collapse; clear: center"
| Клуб         | Період               | Чемпіонат | Чемпіонат | Кубок | Кубок | Кубок Мітропи | Кубок Мітропи | Всього | Всього |
| Клуб         | Період               | Матчі     | Голи      | Матчі | Голи  | Матчі         | Голи          | Матчі  | Голи   |
| ------------ | -------------------- | --------- | --------- | ----- | ----- | ------------- | ------------- | ------ | ------ |
| «Рапід»      | 1931-1935            | 49        | 53        | 9     | 13    | 3             | 1             | 61     | 67     |
| «Адміра»     | 1935-1937            | 26        | 18        | 3     | 2     | 2             | 2             | 31     | 22     |
| «Славія»     | 1937-1948, 1953-1955 | 233       | 417       | 43    | 108   | 10            | 12            | 286    | 537    |
| «Вітковіце»  | 1950-1951            | 33        | 30        | -     | -     | -             | -             | 33     | 30     |
| Всього в Д-1 | 1931-1955            | 341       | 518       | 55    | 123   | 15            | 15            | 411    | 656    |
| «Вітковіце»  | 1949                 | 25        | 44        | -     | -     | -             | -             | 25     | 44     |
| «Спартак»    | 1952                 | 9         | 19        | 4     | 4     | -             | -             | 13     | 23     |
| Всього в Д-2 | 1949, 1952           | 34        | 63        | 4     | 4     | 0             | 0             | 38     | 67     |
| Всього       | 1931-1955            | 375       | 581       | 59    | 127   | 15            | 15            | 449    | 723    |

Статистика виступів на чемпіонаті світу:
| 1/8 фіналу 27 травня 1934 |

| Австрія                           | 3 — 2 | Франція                       |
| --------------------------------- | ----- | ----------------------------- |
| Сінделар 45' Шалль 93' Біцан 109' | Звіт  | Ніколя 18' Верр'є 115' (пен.) |

| «Муніципальний стадіон Беніто Муссоліні» (Турин) Глядачів: 10 000 |

Австрія: Петер Платцер, Франц Цізар, Карл Сеста, Франц Вагнер, Йозеф Смістик (), Йоганн Урбанек, Карл Цишек, Йозеф Біцан, Маттіас Сінделар, Антон Шалль, Рудольф Фіртль. Тренер — Гуго Майзль
Франція: Алексіс Тепо (), Жак Мересс, Етьєн Маттле, Едмон Дельфур, Жорж Верр'є, Ноель Льєтер, Фріц Келлер, Жозеф Альказар, Жан Ніколя, Роже Рьйо, Альфред Астон. Тренери — Гастон Барро, Джордж Кімптон.
| 1/4 фіналу 31 травня 1934 |

| Австрія             | 2 — 1 | Угорщина          |
| ------------------- | ----- | ----------------- |
| Хорват 7' Цишек 51' | Звіт  | Шароші 60' (пен.) |

| Болонья Глядачів: 14 000 |

Австрія: Петер Платцер, Франц Цізар, Карл Сеста, Франц Вагнер, Йозеф Смістик, Йоганн Урбанек, Карл Цишек, Йозеф Біцан, Маттіас Сінделар, Йоганн Хорват (), Рудольф Фіртль. Тренер — Гуго Майзль.
Угорщина: Анталь Сабо, Йожеф Ваго, Ласло Штернберг (), Іштван Палоташ, Дьордь Сюч, Анталь Салаї, Імре Маркош, Іштван Авар, Дьордь Шароші, Геза Тольді, Тібор Кемень. Тренер — Еден Надаш.
| 1/2 фіналу 3 червня 1934 |

| Італія     | 1 — 0 | Австрія |
| ---------- | ----- | ------- |
| Гвайта 19' | Звіт  |         |

| «Сан-Сіро» (Мілан) Глядачів: 45 000 |

Італія: Джанп'єро Комбі (), Еральдо Мондзельйо, Луїджі Аллеманді, Аттіліо Ферраріс, Луїс Монті, Луїджі Бертоліні, Енріке Гвайта, Джузеппе Меацца, Анджело Ск'явіо, Джованні Феррарі, Раймундо Орсі. Тренер — Вітторіо Поццо.
Австрія: Петер Платцер, Франц Цізар, Карл Сеста, Франц Вагнер, Йозеф Смістик (), Йоганн Урбанек, Карл Цишек, Йозеф Біцан, Маттіас Сінделар, Антон Шалль, Рудольф Фіртль. Тренер — Гуго Майзль.
| за 3 місце 7 червня 1934 |

| Австрія              | 2 — 3 | Німеччина               |
| -------------------- | ----- | ----------------------- |
| Хорват 30' Сеста 55' | Звіт  | Ленер 1', 42' Конен 29' |

| «Стадіо Партенорео» Неаполь Глядачів: 7 000 |

Австрія: Петер Платцер, Франц Цізар, Карл Сеста, Франц Вагнер, Йозеф Смістик, Йоганн Урбанек, Карл Цишек, Георг Браун, Йозеф Біцан, Йоганн Хорват (), Рудольф Фіртль. Тренер — Гуго Майзль.
Німеччина: Ганс Якоб, Пауль Янес, Вільгельм Буш, Пауль Зелінський, Райнгольд Мюнценберг, Якоб Бендер, Ернст Ленер, Отто Зіффлінг, Едмунд Конен, Фріц Шепан (), Маттіас Гайдеманн. Тренер — Отто Нерц.